# Potentilla aurantiaca
Potentilla aurantiaca är en rosväxtart som beskrevs av Soják. Potentilla aurantiaca ingår i Fingerörtssläktet som ingår i familjen rosväxter. Inga underarter finns listade i Catalogue of Life.